# Pierre Woeiriot
Pierre Woeiriot de Bouzey, né à Neufchâteau en 1531 ou 1532 et mort à Damblain en 1599, est un peintre, sculpteur, graveur et médailleur français.

## Biographie
Fils et petit-fils d'orfèvres, Pierre Woeiriot débute dans ce métier. Son grand-père Pierre a été nommé « orfèvre ducal » par le duc René Ier en 1500. Des descriptions de pièces d'orfèvrerie réalisées par lui ont été retrouvées.
À partir de 1555, il se spécialise dans la gravure sur cuivre et illustre divers livres. Il réside alternativement à Nancy où il travaille pour le duc de Lorraine et à Lyon où il fréquente un cercle d'artistes et de poètes, tels que Barthélemy Aneau, Louise Labé et Charles Fontaine dont il réalise des portraits gravés. Vers 1560, il effectue des voyages à Rome et à Florence. À Lyon, sous l'influence de Barthélemy Aneau et du poète Louis Des Masures, il se convertit au protestantisme et réalise les portraits d'humanistes protestants, François Douaren (1556) et Melchior Wolmar (1559) ainsi que deux portraits de Calvin.
Pierre Woeiriot voyage également jusqu'à Bologne pour rencontrer l'humaniste Achille Bocchi.
Après l'assassinat d'Aneau en 1561, alors qu'il vient de lui dédicacer le Livre d'aneaux d'orfèvrerie, il retourne en Lorraine. Il entreprend la gravure de 36 planches pour illustrer l'Ancien Testament pour le marchand Antoine Go, l'ouvrage est publié en 1580. Entre 1566 et 1577, il illustre les Emblemes ou devises chrestiennes, de Georgette de Montenay, dame de compagnie de Jeanne d'Albret. En 1569, il grave les planches destinées à orner le Discours des Medalles d'Antoine Le Pois, qui ne paraîtra que dix ans plus tard (1579),. Après un séjour à Augsbourg, il s'établit en 1571 à Damblain, dans les Vosges où il vient d'hériter du fief et du titre de sa mère Urbaine de Bouzey et y meurt en 1599.

## Œuvres
- Illustrations gravées :
  - Lilio Gregorio Giraldi et Clément Baudin Pinax iconicus antiquorum ac variorum in sepulturis rituum, publié en 1556, contenant un autoportrait.
  - Jean Girard, Epinicia.... Carminum libri sex..., Lyon, Fradin, 1558 : portrait de l'auteur[4].
  - Livre d'aneaux d'orfèvrerie, publié en 1561, dédicacé à son ami, le poète Barthélemy Aneau mort cette année.
  - Nicolas Clément, Austrasiae reges et duces[10], 1591 : 63 médaillons circulaires portraits des ducs de Lorraine[11].
  - Jean Calvin, Institution de la religion chrétienne, Genève, Perrin, 1566.
  - Georgette de Montenay, Emblèmes, ou devises chrétiennes, Lyon, 1571[12].
  - Antoine Le Pois, Discours sur les Medalles et graveures antiques, 1579.
  - Icones XXXVI ad Sacrae..., Novéant : A. God, 1580.
  - Portrait de Joachim de Dinteville, burin, 1588.
- Médailles :
  - Charles IX, 1572, bronze, Washington, National Gallery of Art[13].
  - Charles III de Lorraine, 1572, bronze, Washington, National Gallery of Art.

### Galerie

Œuvres de Pierre Woeiriot
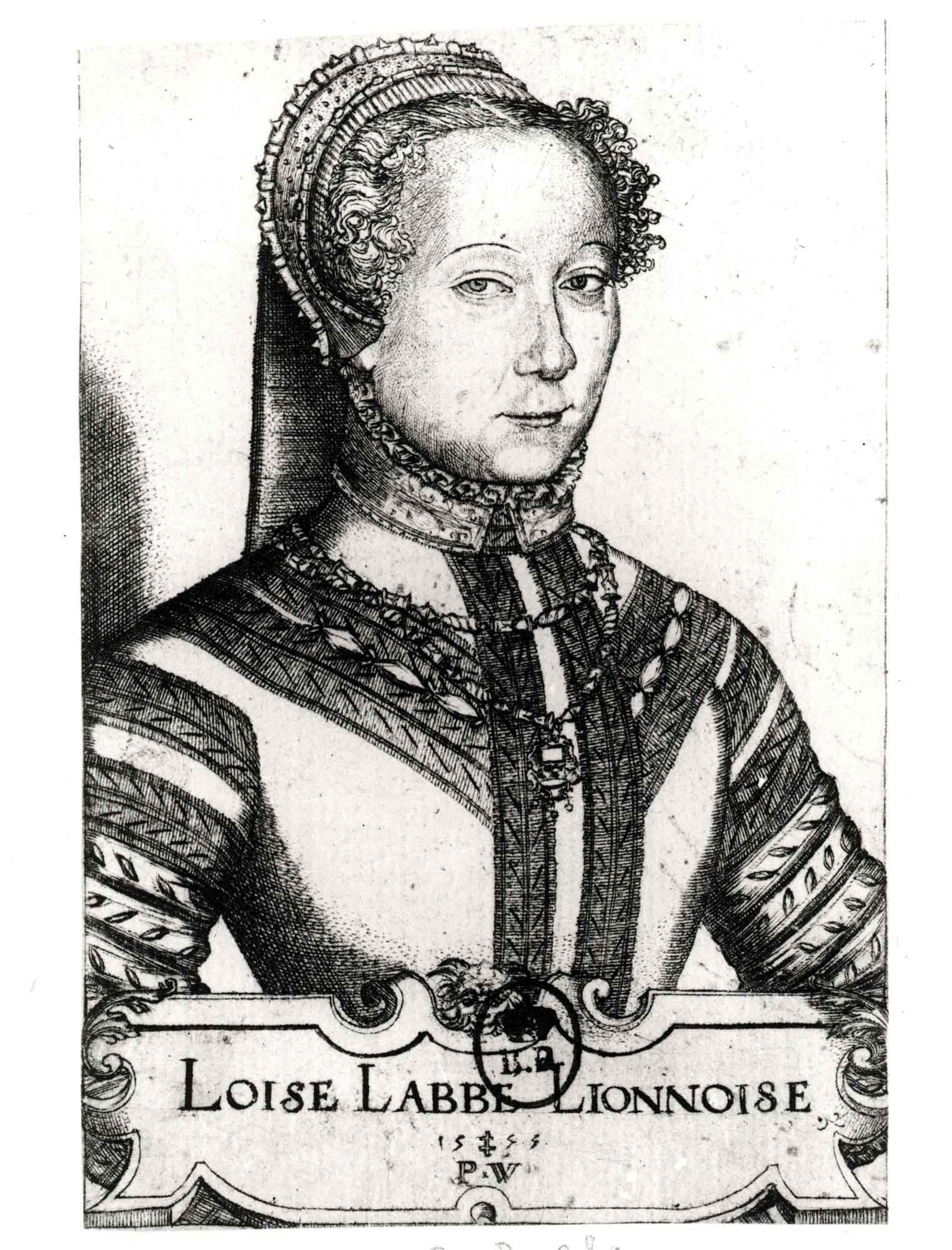
Louise Labé (1555).
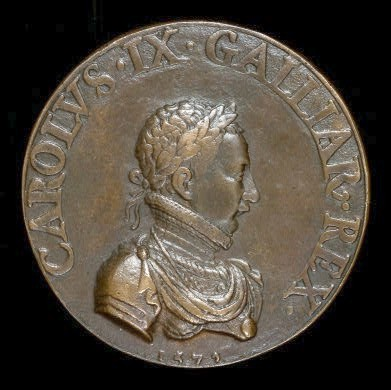
Charles IX de France (1572), médaille, Washington, National Gallery of Art.
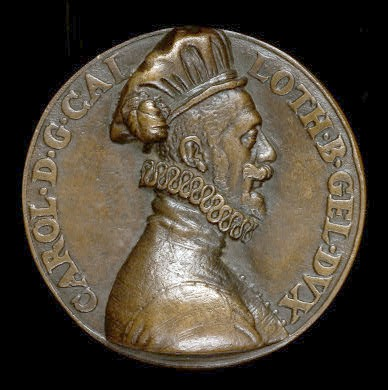
Charles III de Lorraine (1572), médaille, Washington, National Gallery of Art.
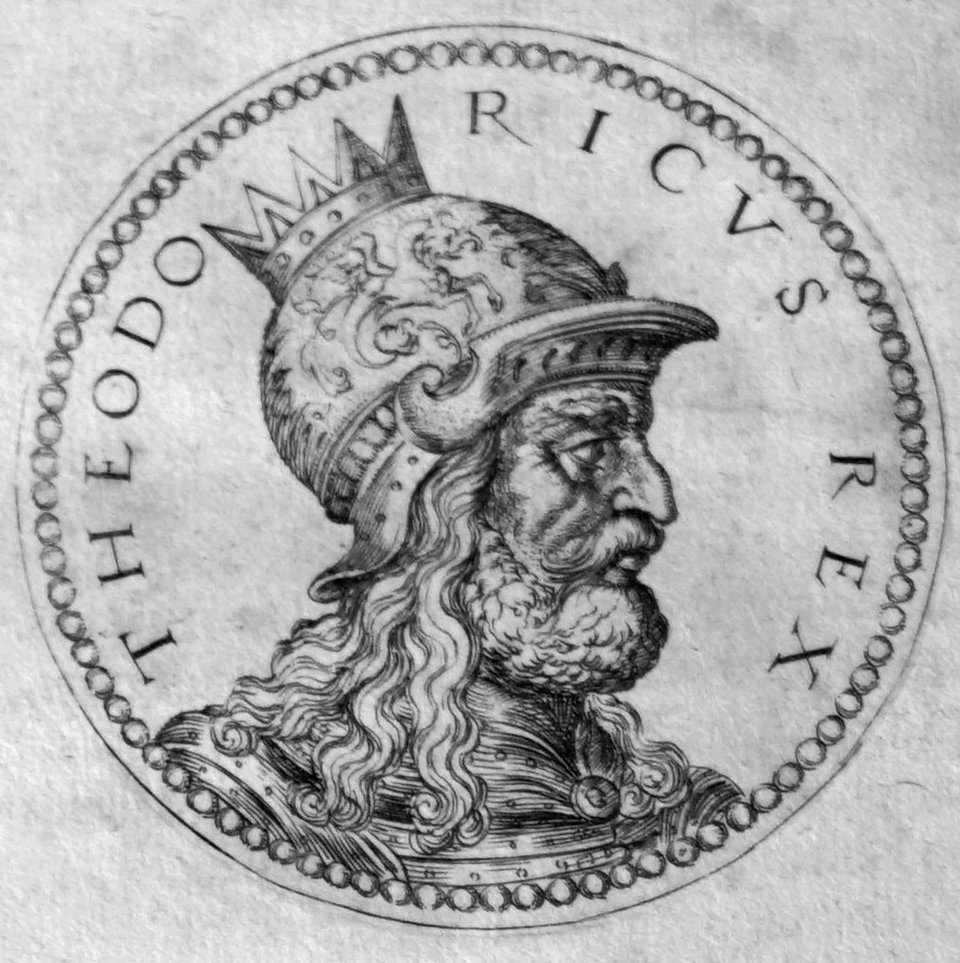
Theodoricus de son Ducs et rois d'Austrasie.